# Миктофоподобни
Миктофоподобните (Myctophiformes), наричани също миктофи и светещи хамсии, са разред животни от клас Лъчеперки (Actinopterygii), единственият в надразред Scopelomorpha.
Включват около 250 вида дълбоководни морски риби, разпределени в 2 семейства. Миктофите са дребни напречно сплеснати риби, като повечето видове имат фотофори. Очите са големи и обикновено насочени право настрани. Устата също е голяма и е разположена на върха на муцуната, като отворът и достига под очите и дори зад тях.

## Семейства
Разред Myctophiformes – Миктофоподобни
- Семейство Myctophidae
- Семейство Neoscopelidae